# Creugas mucronatus
Creugas mucronatus är en spindelart som först beskrevs av F. O. Pickard-Cambridge 1899.  Creugas mucronatus ingår i släktet Creugas och familjen flinkspindlar. Inga underarter finns listade i Catalogue of Life.